# Bộ Triệt (屮)
Bộ Triệt, bộ thứ 45 có nghĩa là "cỏ mới mọc" là 1 trong 31 bộ có 3 nét trong số 214 bộ thủ Khang Hy.
Trong Từ điển Khang Hy có 38 chữ (trong số hơn 40.000) được tìm thấy chứa bộ này.

## Tự hình Bộ Triệt (屮)

Kim văn
Đại triện
Tiểu triện

## Chữ thuộc Bộ Triệt (屮)
| Số nét bổ sung | Chữ       |
| -------------- | --------- |
| 0              | 屮/triệt/ |
| 1              | 屯/truân/ |
| 3              | 屰/kích/  |